# Naša svakodnevna priča
Pour plus de détails, voir Fiche technique et Distribution.
Naša svakodnevna priča est un film dramatique bosnien réalisé par Ines Tanović et sorti en 2015.
Le film est sélectionné comme entrée pour la Bosnie-Herzégovine afin de concourir pour l'Oscar du meilleur film en langue étrangère lors de la 88e cérémonie des Oscars qui s'est déroulée en 2016.

## Synopsis
La famille Susic a une vie banale. Muhamed, le père, est employé dans une entreprise réputée ; Marija,la mère, est à la retraite ; leur fils Sasa, soldat dans l'armée de Bosnie-Herzégovine durant la guerre, vit avec ses parents, tandis que leur fille Senada vit en Slovénie. Leur vie commence à s'effondrer lors la vente en bourse de l'entreprise de Muhamed et du diagnostic de cancer du sein de Marija. 

## Fiche technique
- Titre original : Naša svakodnevna priča (litt. « Notre témoignage au quotidien »)
- Réalisation : Ines Tanović
- Scénario : Ines Tanović
- Photographie : Erol Zubcevic
- Costumes : Sanja Džeba
- Montage : Redžinald Šimek
- Production : Alem Babić
- Société de production : Sarajevo Dokument, Spiritus Movens
- Sociétés de distribution : Sarajevo Dokument
- Pays de production :  Bosnie-Herzégovine,  Croatie,  Slovénie
- Langue originale : bosnien
- Format : Couleur
- Genre : Drame
- Durée : 89 minutes
- Date de sortie :
  - Bosnie-Herzégovine : 20 août 2015 (SFF)

## Distribution
- Uliks Fehmiu : Sasa
- Emir Hadžihafizbegović (en) : Muhamed
- Maja Izetbegović : Lejla
- Vedrana Božinović : Senada
- Nina Violic : Nina
- Marko Mandić : Borut
- Boro Stjepanović (en) : Aljo
- Goran Bogdan (en) : Damir
- Enis Bešlagić (en) : Hare
- Aleksandar Seksan (en) : Slavisa
- Mirvad Kurić : Etko
- Goran Navojec : Hike
- Moamer Kasumović (en) : Malik
- Božo Vrećo (en) : Bozo
- Mediha Musliović (en) : Sabina
- Slaven Vidak : Igor
- Ilda Bišić : Étudiante
- Irena Mulamuhić : Femme #1
- Ravijojla Jovančić : Femme #2
- Šerif Aljić : Orfèvre
- Elma Ahmetović : Infirmière
- Davor Sabo : Technicien en radiologie
- Alija Aginčić : Médecin
- Adnan Beširović : Passant
- Anita Polunic : Mannequin
- Bojan Ložar : Motard #1
- Jasna Beri (en) : Marija
- Janez Pirc

## Nominations et récompenses

### Nominations
- Festival du film de Sarajevo (2015) : 
  - Cœur de Sarajevo : Meilleur film pour Ines Tanović
  - Meilleur acteur pour Uliks Fehmiu

- Festival international du film du Caire (2015) : 
  - Pyramide d'or (Golden Pyramid Award (en)) : Meilleur film pour Ines Tanović

- Festival des films du monde de Montréal (2015) : 
  - Zénith d'or (Golden Zenith) : Meilleur film pour Ines Tanović

- Zagreb Film Festival (en) (2015) : 
  - Landau d'or (Golden Pram) : Meilleur film pour Ines Tanović

- Festival international du film de Cleveland (2016) : 
  - Concours Commémoratif George Gund III d’Europe Centrale et Orientale (George Gund III Memorial Central and Eastern European Film Competition) : Meilleur film pour Ines Tanović

- Festival international du film de Palm Springs (2016) : 
  - Prix du Grand Jury Nouvelles Voix/Nouvelles Visions (New Voices/New Visions Grand Jury Prize) : Meilleur film pour Ines Tanović

- Lecce European Film Festival (en) (2016) : 
  - Olivier d'or (Golden Olive Tree) : Meilleur film pour Ines Tanović

- Cyprus Film Days International Festival (2016) : 
  - Glocal Images : Meilleur film pour Ines Tanović

### Récompenses
- * Lecce European Film Festival (en) (2016) : 
  - Prix FIPRESCI : Meilleur film pour Ines Tanović
  - Olivier d'or (Golden Olive Tree) : Meilleur réalisation pour Ines Tanović

- Festival international du film de Vilnius (2016) : 
  - Compétition "New Europe – New Names" : Meilleur acteur pour Uliks Fehmiu